# Осман (поэма)
«Осма́н» — эпическая поэма дубровницкого поэта позднего Возрождения Ивана Гундулича (ум. 1638).
Основная идея поэмы — призыв к сопротивлению турецкому владычеству. Посвящена «королевичу» Владиславу, ставшему королём Польши Владиславом IV. Поэма в общих чертах была закончена, вероятно, в начале 1630-х годов. Впервые опубликована в Дубровнике в 1826 году.

## История

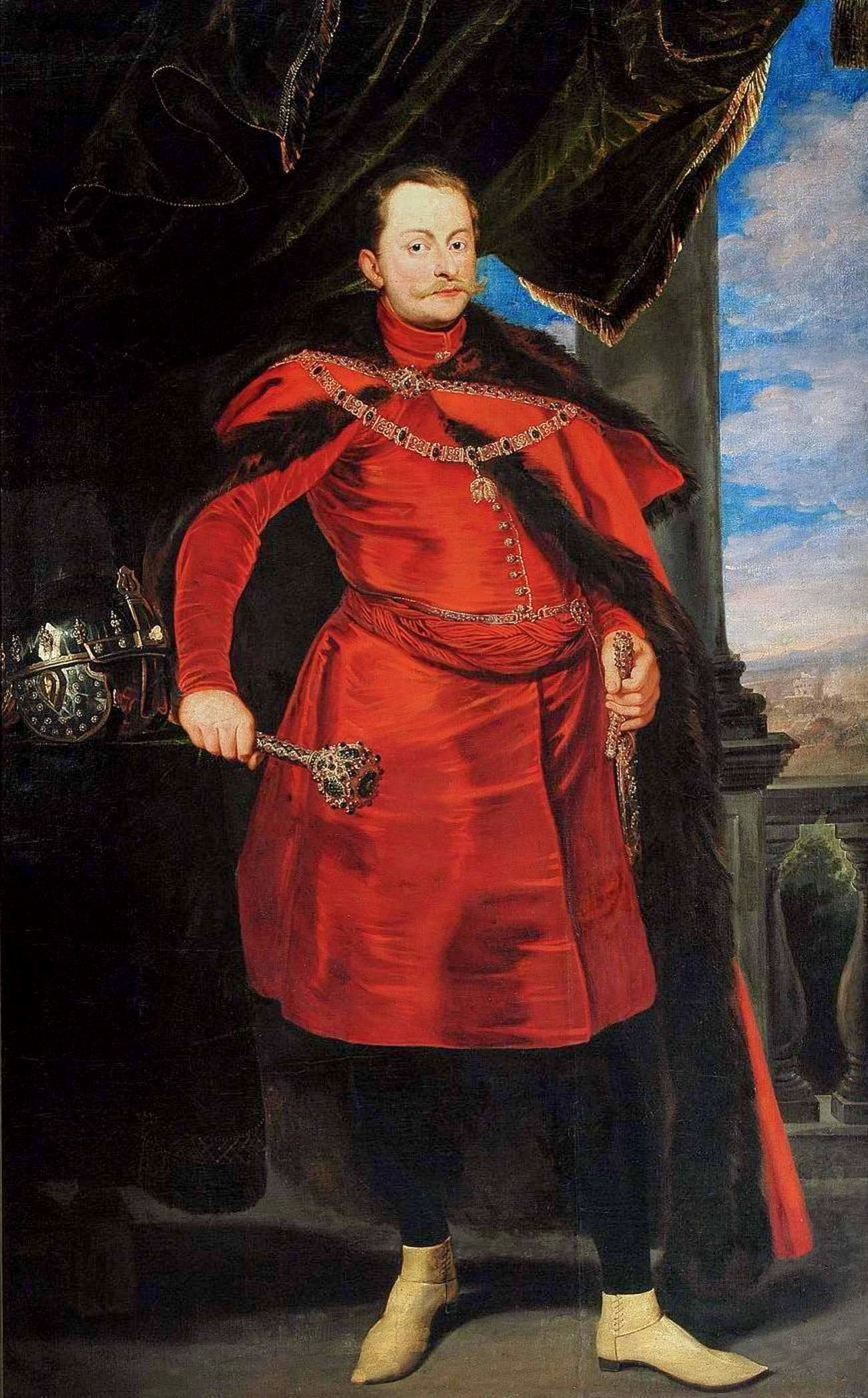
Королевич Владислав
(ок. 1626)

Интерес Гундулича к истории борьбы христианства и мусульманства проявился в 1620 году, когда в предисловии к «Покаянным псалмам царя Давида» автор выразил желание перевести поэму «Освобождённый Иерусалим» итальянца Торквато Тассо. Поводом к написанию поэмы «Осман» послужила Хотинская битва (1621), в которой войско Речи Посполитой нанесло удар по престижу и военной силе Османской империи, возглавляемой юным султаном Османом II. В 1622 году султан был убит восставшими янычарами. В это время на Балканах усилилось национально-освободительное движение южнославянских народов против турецкого владычества. Интерес Гундулича к теме борьбы с турками было связано и с широко распространённым в то время на Балканах пророчеством о приближении конца господства турок. В представлении балканских славян по истечение 1000 лет после смерти пророка Мухаммеда, то есть в 1632 году, наступит падение Османской империи. Поражение турок в Хотинской битве была воспринята в качестве предвестника скорого крушения мусульманства. Гундулич рассчитывал написать поэму до наступления краха турецкого владычества.

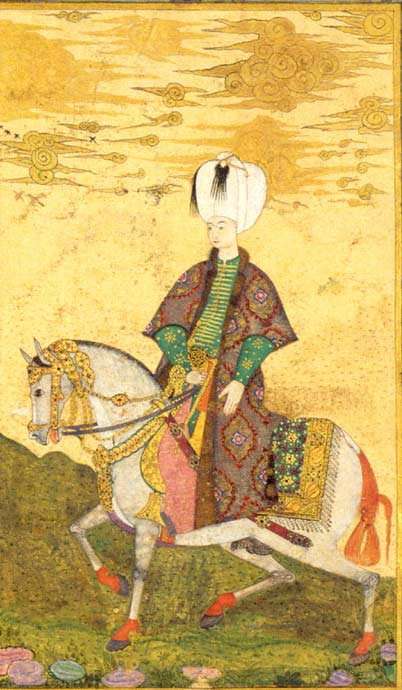
Осман II

Реальной силой в борьбе южных славян за освобождение Гундулич видел Польшу, которая до Вестфальского мира 1648 года играла важную самостоятельную роль и была активным борцом против Османской империи. Россия, ставшая оплотом славянства во второй половине XVII века, во времена Гундулича переживала тяжёлое внутреннее положение. Симпатии Гундулича к Польше оправданы и его принадлежностью к католической вере. В покорённых турками Балканах Гундулич видит запустение. Сочувствуя завоёванной турками Греции, поэт писал: «Турок взял твою свободу, отнял всё твое богатство, и свободному народу навязал, проклятый, рабство». Дубровник для него — надежда южных славян, которые порабощены: «… без славы, в рабстве чуждого закона все славянские державы».
Антитурецкий характер поэмы вызвал неудовольствие у властей Дубровника, опасавшихся осложнения отношений с Османской империей. Поэма была запрещена сенатом. После смерти Гундулича оригинал поэмы хранился у его сына Франа. Но оригинал не сохранился. Самой старой копией считается копия, выполненная в 1654 году другом Франа — Николой Охмучевичем. Позднее возникли десятки других копий. Считается, что первый перевод поэмы был выполнен жителем Котора Венцеславом Смеча на итальянский язык (не сохранился). Поэма была впервые опубликована в Дубровнике 1826 году. Огромное внимание к поэме в XIX веке проявилось в Польше. Полный объём поэмы был издан на польском языке в Варшаве в 1934 году. В России о ней впервые узнали спустя два года после выхода её первого издания («Осман, славянская поэма» в журнале «Атеней» за 1828 год). Полностью переведена на русский язык в 1920-х годах славистом Н. Гальковским, перевод которого погиб при блокаде Ленинграда. На русском языке поэма в полном объёме была впервые опубликована в Минске в 1969 году. «Осману» посвящена обширная литература на разных языках.